# La Tour-Saint-Gelin
Pour les articles homonymes, voir Gelin.
La Tour-Saint-Gelin est une commune française du département d'Indre-et-Loire, en région Centre-Val de Loire.

## Géographie

### Localisation
La Tour-Saint-Gelin est située à environ 8 kilomètres de Richelieu.
| Lémeré              | Brizay              | Theneuil  |
| Champigny-sur-Veude | La Tour-Saint-Gelin | Chezelles |
| Chaveignes          | Courcoué            |           |

### Hydrographie

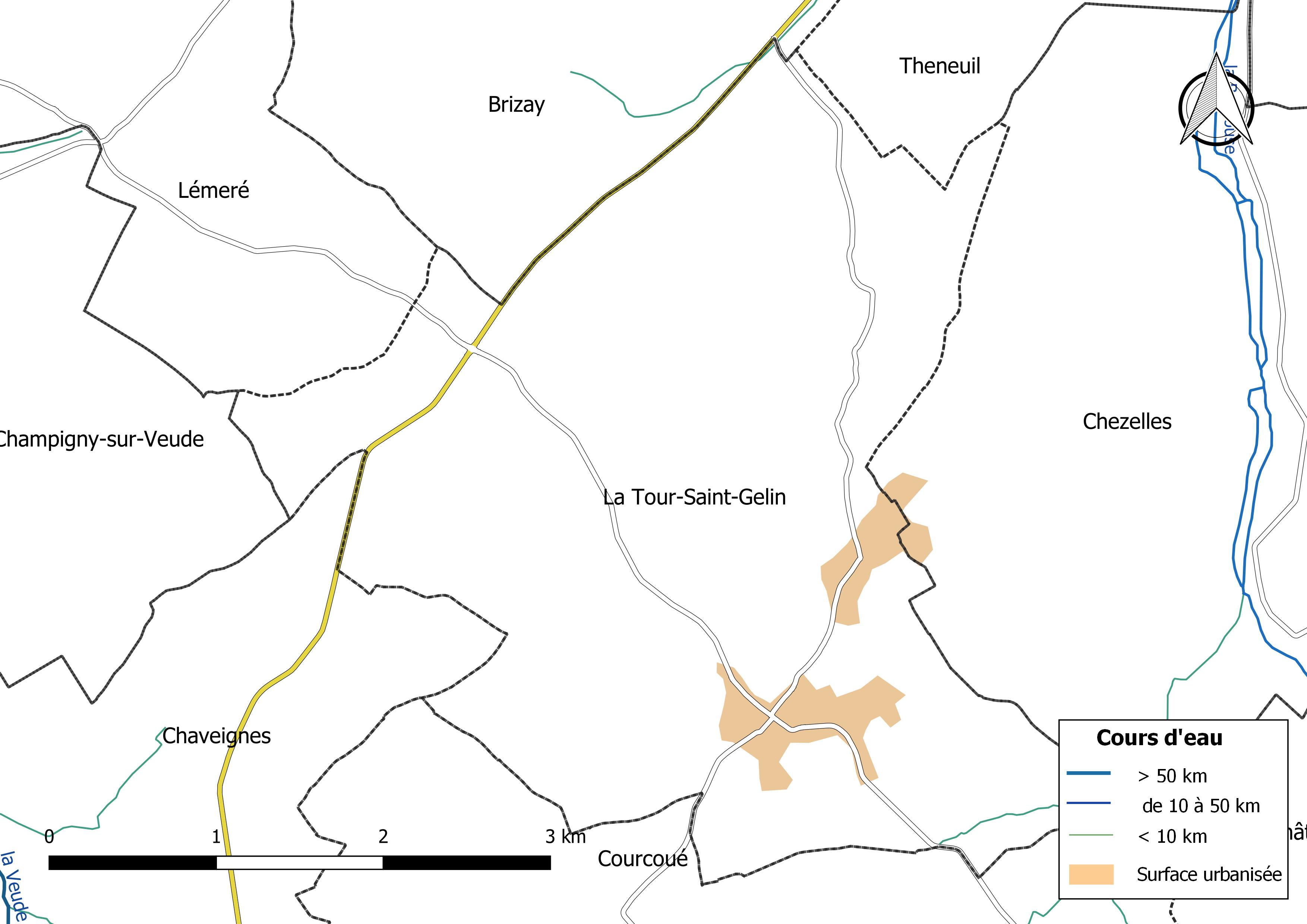
Réseau hydrographique de La Tour-Saint-Gelin.

Le réseau hydrographique communal est constitué d'un seul cours d'eau de 0,846 km de longueur,.

### Climat
Pour des articles plus généraux, voir Climat du Centre-Val de Loire et Climat d'Indre-et-Loire.
En 2010, le climat de la commune est de type climat océanique altéré, selon une étude du CNRS s'appuyant sur une série de données couvrant la période 1971-2000. En 2020, Météo-France publie une typologie des climats de la France métropolitaine dans laquelle la commune est toujours exposée à un climat océanique altéré et est dans la région climatique  Moyenne vallée de la Loire, caractérisée par une bonne insolation (1 850 h/an) et un été peu pluvieux. 
Pour la période 1971-2000, la température annuelle moyenne est de 11,5 °C, avec une amplitude thermique annuelle de 14,8 °C. Le cumul annuel moyen de précipitations est de 643 mm, avec 10,6 jours de précipitations en janvier et 6,4 jours en juillet. Pour la période 1991-2020, la température moyenne annuelle observée sur la station météorologique de Météo-France la plus proche, sur la commune de Courcoué à 2 km à vol d'oiseau, est de 12,5 °C et le cumul annuel moyen de précipitations est de 688,4 mm,. Pour l'avenir, les paramètres climatiques de la commune estimés pour 2050 selon différents scénarios d'émission de gaz à effet de serre sont consultables sur un site dédié publié par Météo-France en novembre 2022.

## Urbanisme

### Typologie
Au 1er janvier 2024, La Tour-Saint-Gelin est catégorisée commune rurale à habitat très dispersé, selon la nouvelle grille communale de densité à sept niveaux définie par l'Insee en 2022.
Elle est située hors unité urbaine et hors attraction des villes,.

### Occupation des sols
L'occupation des sols de la commune, telle qu'elle ressort de la base de données européenne d’occupation biophysique des sols Corine Land Cover (CLC), est marquée par l'importance des territoires agricoles (92,2 % en 2018), une proportion identique à celle de 1990 (92,2 %). La répartition détaillée en 2018 est la suivante : 
terres arables (76,2 %), zones agricoles hétérogènes (12 %), zones urbanisées (4,5 %), cultures permanentes (4 %), forêts (3,3 %). L'évolution de l’occupation des sols de la commune et de ses infrastructures peut être observée sur les différentes représentations cartographiques du territoire : la carte de Cassini (XVIIIe siècle), la carte d'état-major (1820-1866) et les cartes ou photos aériennes de l'IGN pour la période actuelle (1950 à aujourd'hui).

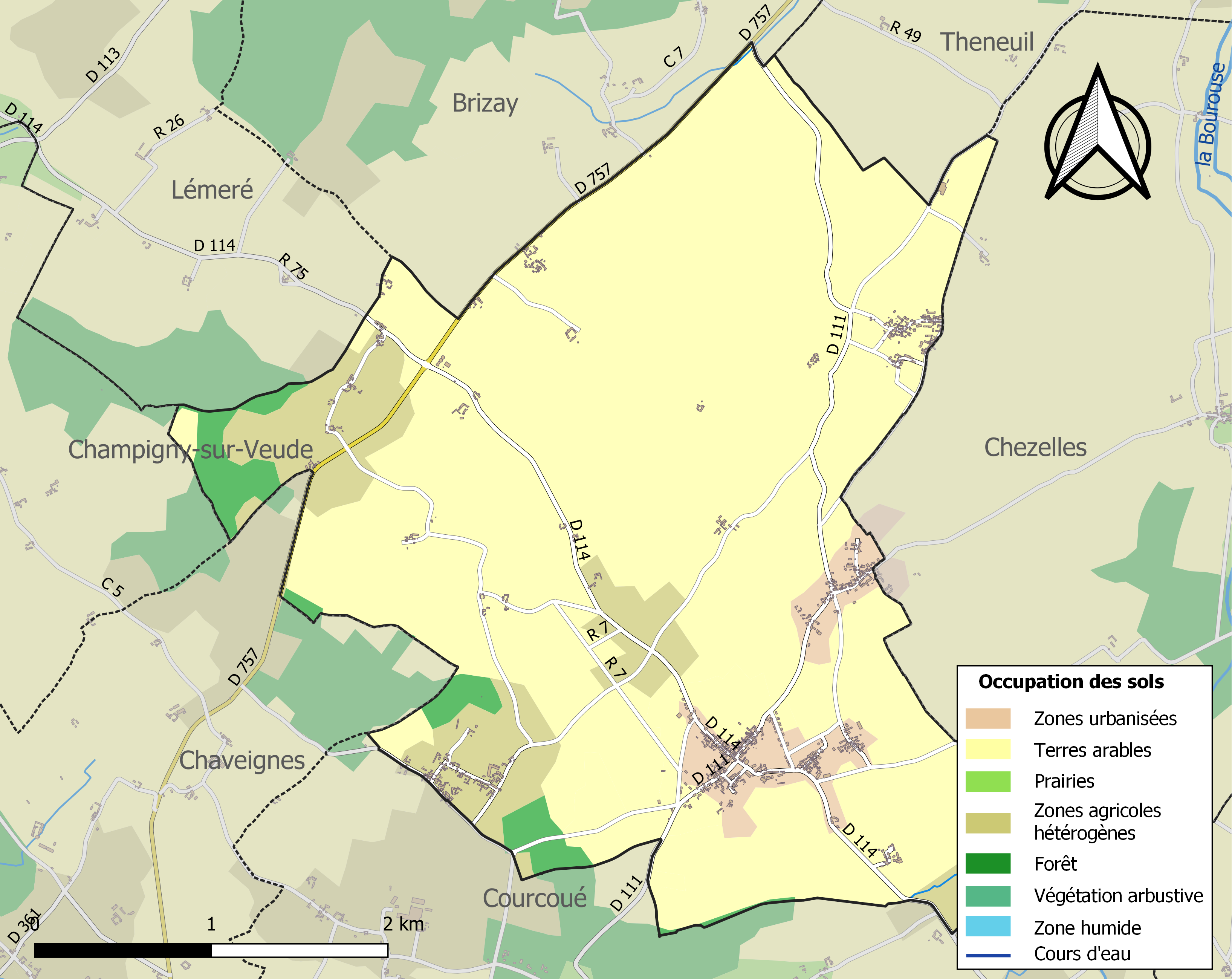
Carte des infrastructures et de l'occupation des sols de la commune en 2018 (CLC).

### Risques majeurs
Le territoire de la commune de La Tour-Saint-Gelin est vulnérable à différents aléas naturels : météorologiques (tempête, orage, neige, grand froid, canicule ou sécheresse) et séisme (sismicité faible). Un site publié par le BRGM permet d'évaluer simplement et rapidement les risques d'un bien localisé soit par son adresse soit par le numéro de sa parcelle.

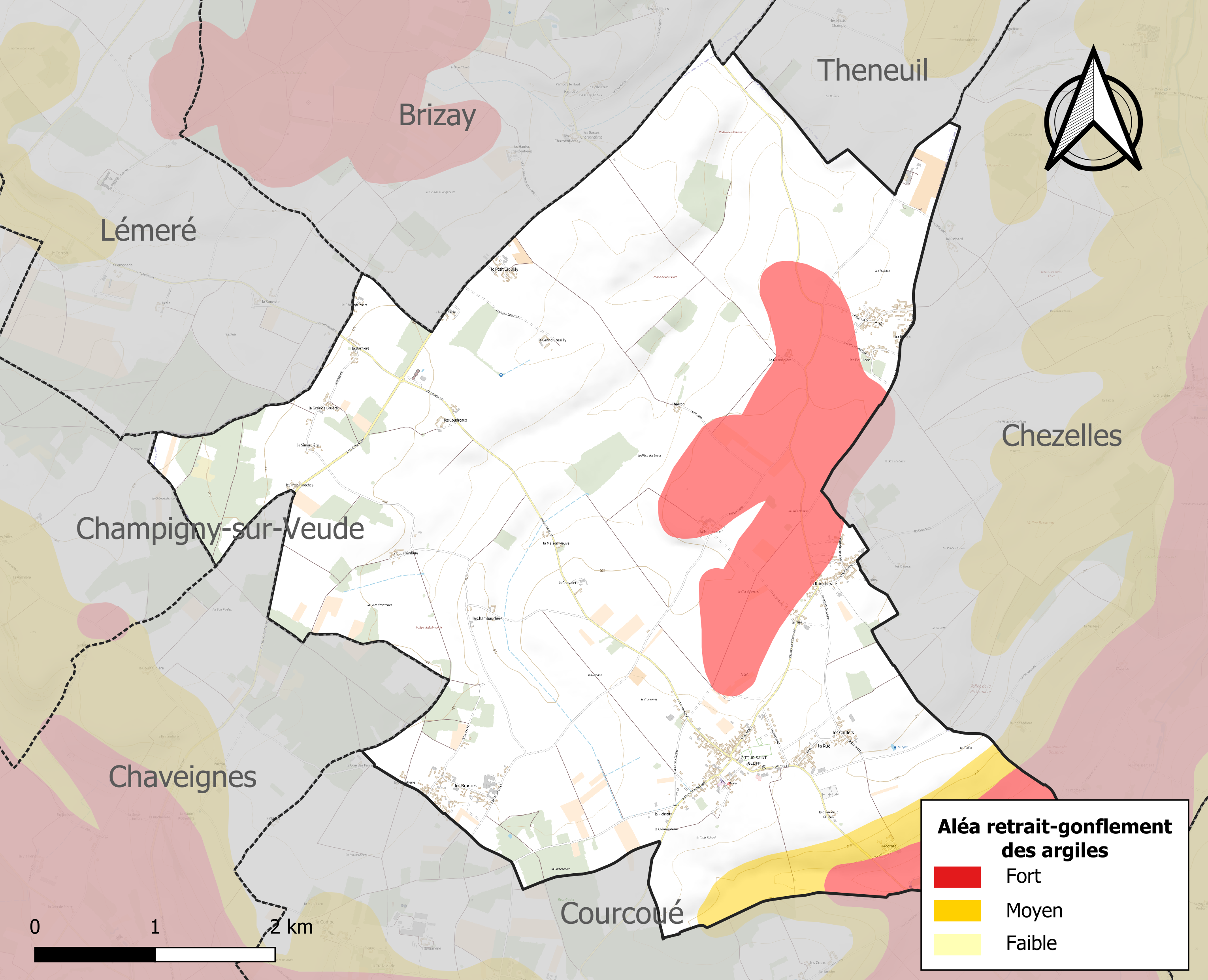
Carte des zones d'aléa retrait-gonflement des sols argileux de La Tour-Saint-Gelin.

Le retrait-gonflement des sols argileux est susceptible d'engendrer des dommages importants aux bâtiments en cas d’alternance de périodes de sécheresse et de pluie. 17,9 % de la superficie communale est en aléa moyen ou fort (90,2 % au niveau départemental et 48,5 % au niveau national). Sur les 338 bâtiments dénombrés sur la commune en 2019, 23 sont en aléa moyen ou fort, soit 7 %, à comparer aux 91 % au niveau départemental et 54 % au niveau national. Une cartographie de l'exposition du territoire national au retrait gonflement des sols argileux est disponible sur le site du BRGM,.
Concernant les mouvements de terrains, la commune a été reconnue en état de catastrophe naturelle au titre des dommages causés par la sécheresse en 1996 et 2005 et par des mouvements de terrain en 1999.

## Histoire
Village du sud de la Touraine qui a été connu pour ses vins de qualité pendant des siècles.

### Toponymie
Tour est le nom primitif de la commune et saint Gelin le patron de la paroisse.

La Tour de Sainct Gelin, octobre 1408 (Archives Nationales-JJ 163, n° 64, fol. 30 v°) ; La Tour Sainct Gelin, mars 1480 (Archives nationales-JJ 205, n° 462, fol. 262 v°) ; La Tour Saint Gelin, XVIIIe s. (Carte de Cassini).

La paroisse de La Tour-Saint-Gelin se divisait en Petite-Touraine, Élection de Richelieu, et en Grande-Touraine, Élection de Chinon. La Petite-Touraine correspondait à la plus grande partie de la collecte fiscale de La Tour-Saint-Gelin et la Grande-Touraine à celle du Pont-Amboizé et une partie de La Tour-Saint-Gelin.

Le procès-verbal de délimitation du 8 octobre 1831, approuvé par arrêté préfectoral du 10 février 1832, réunit l’enclave que Courcoué possédait dans La Tour-Saint-Gelin, à cette commune : la Néronnerie, le Grand-Creuilly et une partie du Petit-Creuilly, soit 47 ha et 3 habitations.

Délimitation réalisée de La Tour-Saint-Gelin d’avec Lièze par ordonnance royale du 23 décembre 1832 : La Tour-Saint-Gelin cède à Lièze la Richardière, soit 72 ha, et Lièze cède à La Tour-Saint-Gelin la Ménardière et sa partie du village du Petit-Creuilly, soit 110 ha. Avant cette ordonnance, les villages des Bouillons, d’Oiré et des Plantis formaient une enclave ; ils furent maintenus dans le territoire de La Tour-Saint-Gelin.

Délimitation réalisée de Lémeré d’avec La Tour-Saint-Gelin par ordonnance royale du 2 décembre 1833 : la limite incertaine entre Lémeré et La Tour-Saint-Gelin, qui traverse le village de la Barrière, est modifiée et Lémeré cède sa partie à La Tour-Saint-Gelin (Archives nationales-F 2 II Indre-et-Loire 2, plan annexé à la minute).

## Politique et administration
| Période      | Période  | Identité          | Étiquette | Qualité           |
| ------------ | -------- | ----------------- | --------- | ----------------- |
| mars 1989    | 2001     | Gérard Jussaume   | Inconnu   | Retraité          |
| mars 2001    | 2014     | Jacques Menanteau | Inconnu   | Chef d'entreprise |
| mars 2014    | 2020     | Martial Teston    | Inconnu   | Chef d'entreprise |
| mars 2020    | 2025     | Claude Le Fur     | Inconnu   | retraité          |
| Janvier 2025 | En cours | Dominique Besnard | Inconnu   | retraité          |

## Démographie
L'évolution du nombre d'habitants est connue à travers les recensements de la population effectués dans la commune depuis 1793. Pour les communes de moins de 10 000 habitants, une enquête de recensement portant sur toute la population est réalisée tous les cinq ans, les populations de référence des années intermédiaires étant quant à elles estimées par interpolation ou extrapolation. Pour la commune, le premier recensement exhaustif entrant dans le cadre du nouveau dispositif a été réalisé en 2006.

En 2022, la commune comptait 502 habitants, en évolution de −4,74 % par rapport à 2016 (Indre-et-Loire : +1,67 %, France hors Mayotte : +2,11 %).
| 1793 | 1800 | 1806 | 1821 | 1831 | 1836 | 1841 | 1846  | 1851  |
| ---- | ---- | ---- | ---- | ---- | ---- | ---- | ----- | ----- |
| 805  | 806  | 729  | 808  | 845  | 845  | 924  | 1 004 | 1 007 |

| 1856  | 1861 | 1866 | 1872 | 1876 | 1881 | 1886 | 1891 | 1896 |
| ----- | ---- | ---- | ---- | ---- | ---- | ---- | ---- | ---- |
| 1 011 | 964  | 944  | 897  | 929  | 902  | 929  | 891  | 905  |

| 1901 | 1906 | 1911 | 1921 | 1926 | 1931 | 1936 | 1946 | 1954 |
| ---- | ---- | ---- | ---- | ---- | ---- | ---- | ---- | ---- |
| 882  | 872  | 863  | 793  | 763  | 773  | 766  | 730  | 729  |

| 1962 | 1968 | 1975 | 1982 | 1990 | 1999 | 2006 | 2011 | 2016 |
| ---- | ---- | ---- | ---- | ---- | ---- | ---- | ---- | ---- |
| 771  | 761  | 667  | 596  | 549  | 534  | 546  | 545  | 527  |

| 2021 | 2022 | - | - | - | - | - | - | - |
| ---- | ---- | - | - | - | - | - | - | - |
| 508  | 502  | - | - | - | - | - | - | - |

## Lieux et monuments
- Le manoir du Grand Creuilly
- L'église Saint-Gelin